# Кошелев, Кузьма Фёдорович
Кузьма Фёдорович Кошелев (1900, д. Титовка, Климовичский уезд, Могилёвская губерния – после 1950, Тюмень) — советский государственный и политический деятель, председатель Тюменского областного исполнительного комитета.

## Биография
Родился в крестьянской семье.
Учился на историческом факультете Дальневосточного университета, затем заочно в институте на факультете советского права. Закончил военно-политическую школу.
Участник Гражданской войны на стороне адмирала Колчака, затем в РККА до 1928 года.
С 1932 работал в Омске ректором Сибирского Автодорожного института (1932-1933). Здесь читал курс политэкономии.
Решением Омского горкома ВКП(б) в 1933 отозван в горсовет. Зам. председателя горисполкома, ответственный секретарь облисполкома, первый зам. председателя облисполкома, а с 13 марта 1944 – председатель горисполкома. В кон. 1944 направлен в Тюменскую обл., которая была выделена из Омской, председателем облисполкома. Работал в этой должности до марта 1950.
Потом был снят с должности и назначен зав. отделом коммунального хозяйства Тюменской обл.
Избирался депутатом Верховного Совета СССР 2-го созыва.
Член ВКП(б) с 1922 года.